# 何美钿
何美鈿（1975年12月2日—） 是一名在香港出道的女演員，廣東潮州人，曾為體操選手，後由無綫電視申請到港拍劇，約滿後已返回中國大陸，並與飛騰娛樂簽下戲約。

## 電視劇

### 無綫電視
- 1995年 忘情闊少爺  飾 秘書
- 1995年 水餃皇后 飾 護士
- 1995年 新同居關係 飾 靚女
- 1995年 壹號皇庭IV 飾 護士
- 1995年 包青天 飾 婢女
- 1995年 天降奇缘 飾 亞美
- 1995年 真情 飾 銀行行員
- 1995年 刀馬旦 飾 阮菊玲
- 1996年  上海灘 飾
- 1996年 緝私群英 飾
- 1996年 殺手風雷 飾
- 1996年 五個醒覺的少年 飾 辦公室同事
- 1996年 笑傲江湖 飾 儀琳
- 1996年 闔府統請 飾 Elaine
- 1996年 西遊記 飾 哪吒
- 1997年 天龍八部 飾 鍾靈
- 1997年 有肥人終成眷屬 飾 田旺喜

### 其他
- 歡喜遊龍 飾 小江兒
- 刀歌--多情刀 飾 連嬋
- 刀歌--迴旋刀 飾 蒲小燕
- 1999年少年英雄方世玉 飾 凌小小
- 將軍阿福 飾 小蓮
- 棋武士 飾 葉夜心
- 白手風雲 飾 上官雁
- 機靈小不懂 飾 應籽福
- 天蠶絲雨 飾 倫婉兒
- 神捕十三娘 飾 宋君瑜
- 少年英雄洪文定 飾 玲瓏透
- 刺虎 飾 關魚娘
- 風流少年唐伯虎 飾 石榴
- 2004年連城訣 飾 戚 芳
- 2004年書劍情俠柳三變 飾 蟲蟲
- 2005年中華小當家（神龍第一刀） 飾 蜜糖
- 2005年俠骨丹心 飾 仲燕燕
- 2007年笨小孩 飾 宋芝山
- 2017年奇星記之鮮衣怒馬少年時 飾 黄千尋（客栈老板娘）
- 2021年這個世界不看臉(2016年拍攝) 飾 嚴佩希（客串）
- 待播，風雷急（2015年出品） 飾 柳亦真

## 網劇
- 2018年 吃素的小爸

## 電影
- 2003年 竹葉青傳奇 飾 林碧香
- 2004年 劍俠傳奇 飾 青霞
- 2007年 門徒  飾 林昆小姨子
- 2008年 荒村客棧 飾 何盈
- 2010年 水滸人物譜之神偷時遷
- 2011年 東成西就2011 飾 眼鏡惡女
- 2023年 護國密探(網絡電影)飾 梅香

## 外部連結
- （简体中文）何美钿的新浪微博
- （繁體中文）何美鈿_香港影庫 （页面存档备份，存于）
- （英文）何美钿在互联网电影资料库（IMDb）上的資料（英文）